# DAT-Schaub
DAT-Schaub er en global dansk producent af casing i naturtarm og kunstmateriale samt diverse ingredienser og heparin. Virksomheden har hovedkontor i København med produktion i flere danske byer og i 18 lande. DAT-Schaub er et datterselskab til Danish Crown. I 2023/24 havde DAT-Schaub en omsætning på 705 mio. euro. I 2024 var der over 3.000 ansatte.

## Historie
I 1893 åbnede det tyske tarmfirma Schaub & Co fra Hamborg en lille filial i Esbjerg. I 1907 oprettede de også en afdeling i København. Schaub & Co havde så stor succes, at en kreds af andelsslagterier besluttede at stifte deres eget tarmselskab i 1913, som de kaldte ”Danske Andelsslagteriers Tarmsalg” (DAT).
I 1972 fusionerede Schaub & Co med DAT, hvilket blev til DAT-Schaub.